# Nick Winter
Anthony William (Nick) Winter (Brocklesby, 25 augustus 1894 - Sydney, 6 mei 1955) was een Australisch atleet, die gespecialiseerd was in het hink-stap-springen.

## Biografie
Winter behoorde van 1919 tot en met 1928 elk jaar tot de beste tien hink-stap-springers qua gesprongen afstand. Winter werd door het Australisch olympisch comité niet uitgezonden naar de Olympische Zomerspelen 1920 in het Belgische Antwerpen. Vier jaar later werd Winter als laatste geselecteerd voor de Australische atletiekploeg voor de Olympische Zomerspelen 1924. Tijdens deze spelen won hij de gouden medaille door middel van een evenaring van het wereldrecord, dit record werd in 1931 verbroken. Tijdens de Olympische Zomerspelen 1928 bleef Winter steken in de kwalificatie.

## Titels
- Olympisch kampioen hink-stap-springen - 1928

## Persoonlijke records
| Onderdeel          | Prestatie | Datum        | Plaats |
| ------------------ | --------- | ------------ | ------ |
| hink-stap-springen | 15,52 m   | 12 juli 1924 | Parijs |

## Palmares

### hink-stap-springen
- 1924:  OS - 15,52 m
- 1928: KW OS - 14,15 m

1896: James Connolly ·
1900: Meyer Prinstein ·
1904: Meyer Prinstein ·
1908: Tim Ahearne ·
1912: Gustaf Lindblom ·
1920: Vilho Tuulos ·
1924: Nick Winter ·
1928: Mikio Oda ·
1932: Chuhei Nambu ·
1936: Naoto Tajima ·
1948: Arne Åhman ·
1952: Adhemar da Silva ·
1956: Adhemar da Silva ·
1960: Józef Szmidt ·
1964: Józef Szmidt ·
1968: Viktor Sanjejev ·
1972: Viktor Sanjejev ·
1976: Viktor Sanjejev ·
1980: Jaak Uudmäe ·
1984: Al Joyner ·
1988: Christo Markov ·
1992: Mike Conley ·
1996: Kenny Harrison ·
2000: Jonathan Edwards ·
2004: Christian Olsson ·
2008: Nelson Évora ·
2012: Christian Taylor ·
2016: Christian Taylor ·
2020: Pedro Pablo Pichardo ·
2024: Jordan Díaz
- Australian Dictionary of Biography: winter-anthony-william-9156
- World Athletics: 14562190
- Trove: 1463816